# オオタニノボリ
オオタニノボリ(大谷登、台:纓口臺鰍、 学名:Formosania lacustre)は、コイ目ガストロミゾン科に分類される淡水魚。台湾に分布し、現地では身近な川魚である。

## 分布
台湾特産種。台湾北部-中西部に分布する。

## 形態
最大15cm。体形はやや平たい円筒形で、尾部は側偏する。頭部は扁平で、吻先は上から見るとなだらかな弧を描く。口は頭部の下面に付く。鰓の開口部は広く、体の側面から始まり下面にまで達する。体は細かい円鱗で覆われるが、両胸鰭の間と頭部には鱗がない。胸鰭は大きく、扇状に広がる。胸鰭と腹鰭は広げても互いに重ならない。背鰭の起点は腹鰭の起点よりやや前方にある。尾鰭は湾入する。体色は腹面が白色、背面が黄褐色で、背面には虫食い状の斑紋が入るが、体色表現は個体によって多様である。

## 生態
河川中、上流の急流域を好む。扁平な体と大きな胸鰭を使い、岩石に体を固定している。雑食性で、付着藻類、水生昆虫のほか、流されてきた有機物の塊なども食べる。繁殖期は4月～6月。

## 人間との関係
特殊な生態と美しい体色から、観賞魚として利用される。「台湾リザードフィッシュ」の名で日本に輸入されることがある。